# Катастрофа Dornier 228 в Гоме
Катастрофа Dornier 228 в Гоме — авиационная катастрофа, произошедшая 24 ноября 2019 года. Турбовинтовой самолёт Dornier 228—201, эксплуатируемый местной авиакомпанией Busy Bee Congo, разбился вскоре после вылета из международного аэропорта Гома (ДР Конго), упав на густонаселённый район города.
Катастрофа стала крупнейшим происшествием за всю историю эксплуатации Dornier Do 228.

## Предшествующие обстоятельства
Авиакомпания, эксплуатирующая самолёт (Busy Bee Congo), была основана в 2007 году и использует Гому в качестве базы для своего парка Dornier 228. Из-за нехватки средств, бедности, отсутствия контроля и коррупции в правительстве безопасность авиалиний в Демократической Республике Конго, особенно среди местных перевозчиков по низким ценам, небезызвестно слаба, поэтому всем местным перевозчикам запрещено работать в Европейском Союзе.
Сообщается, что борту 9S-GNH было более 30 лет.

## Катастрофа
Согласно сообщениям, самолёт вылетел из аэропорта, но на борту произошёл пожар в двигателе, и борт 9S-GNH разбился менее, чем через минуту после взлёта. Свидетели описывают, как самолёт трижды вращался, и из двигателей выходил густой чёрный дым. Самолёт загорелся после крушения в одном из густонаселённых районов города, огонь помешал местным жителям помочь пострадавшим.
19 человек на борту самолёта погибли при ударе. Один источник сообщает, что двух пассажиров удалось вытащить из пламени. BBC сообщает, что 6 жертв на месте происшествия происходили из одной семьи. Итоговое число погибших составило 27 человек (в том числе 19 пассажиров и оба члена экипажа самолёта).